# Hernán Núñez Oyarce
Hernán Raúl Núñez Oyarce (Santiago, 4 de julio de 1914 - ibidem, 4 de diciembre de 2005), también conocido como Nano Núñez, fue un poeta y músico chileno, considerado como uno de los más importantes autores de cueca. Fue uno de los miembros fundadores del conjunto Los Chileneros.
Dentro de las más de 200 cuecas registradas bajo su autoría, se cuenta Dicen que Viña del Mar, ganadora del 2.º lugar de la competencia folclórica del Festival Internacional de la Canción de Viña del Mar en 1972, interpretada por el grupo Aparcoa.

## Inicios
Hijo de Rosamel Núñez y Delia Oyarce, nació el 4 de julio de 1914 en Santiago (aunque en los documentos figura el 7 de septiembre). Sus padres habían alterado la fecha de nacimiento para no contrariar al cura, que consideraba impropio bautizar a niños algo ya crecidos. Vivió primero en el pasaje 6 que unía a la Calle Ecuador con la Alameda de las Delicias, muy cerca de la Estación Central. Luego de algún tiempo, se mudaron a la Calle Toro Mazotte, en el vecino Barrio Pila del Ganso. Al frente, en el conventillo "El Diablo", por primera vez escuchó y aprendió lo que era la cueca chilenera, a la que se vinculará posteriormente.
A lo largo de su vida, Núñez ejerció diversos oficios para sobrevivir, entre ellos, comerciante y pintor. En paralelo, comenzó a frecuentar los circuitos de músicos de cueca, concentrados principalmente en el Matadero del Barrio Franklin, la Estación Central de Santiago, la Vega Central, las "casas de remolienda" y las fondas del Parque Cousiño.
Las primeras cuecas de Núñez fueron grabadas, en 1963, por el Dúo Rey Silva y el cantor Mario Catalán. A partir de allí, sus composiciones fueron interpretadas también por artistas como Los Perlas, Silvia Infantas y los Cóndores, Los Hermanos Campos, Los Hermanos Lagos con Las Consentidas, Segundo Zamora y Pedro Messone.

## Los Chileneros
Convocado por Margot Loyola, Héctor Pavez y Fernando González Marabolí; Hernán Núñez fue uno de los integrantes fundadores de esta agrupación, junto a Luis Hernán Araneda "El Baucha", Raúl Lizama "El Perico" y Eduardo Mesías "El Chico Mesías". En 1967, debutaron con el disco La cueca centrina, considerado como el hito inicial en la historia discográfica de la cueca urbana. En este álbum se grabaron algunas de sus composiciones y él mismo participó como percusionista y segunda voz.
Al año siguiente grabaron La cueca brava, pero con un cambio en su formación, retirándose Mesías e integrándose el cantor y acordeonista Carlos Navarro "El Pollito". Luego, Luis Hernán Araneda y Raúl Lizama también se desvincularon del grupo, conformando "Los Centrinos".
En 1972, Aparcoa ganó el 2° lugar de la competencia folclórica del Festival Internacional de la Canción de Viña del Mar, con la cueca Dicen que Viña del Mar de Núñez, quien asistió a la premiación.
En 1973, Nano Núñez y Carlos Navarro "El Pollito" registran junto a Luis Téllez Viera y Julio Alegría el disco "Así fue la época de oro de La Cueca Chilenera", retitulado en una edición posterior como "La Cueca Brava y su época de oro". En este álbum, la figura de Núñez es protagónica, puesto que la mayoría de las cuecas grabadas son de su autoría y, además, se incluyen relatos en su propia voz acerca de vivencias del mundo de la cueca en el Santiago de 1900 en adelante. En 1984, esta misma formación presenta "Por los barrios bravos", de estructura similar al anterior y en el que relatan las peripecias de la gente de los llamados "bajos fondos". En este último trabajo, se presentó al grupo como "Hernán Núñez y Los Chileneros".
Con la Transición a la democracia, Los Chileneros y su estilo fueron redescubiertos por nuevas generaciones de músicos, investigadores y público en general. En 1997, la Sociedad Chilena de Autores e Intérpretes Musicales (SCD) editó un libro con cuecas y cuartetas de Núñez, titulado Poesía popular. En 2000, protagonizó el documental Bitácora de Los Chileneros de Mario Rojas y se reunió con Araneda y Lizama para tocar en la asunción del presidente Ricardo Lagos. En 2001, los tres registraron el disco Los Chileneros en vivo y ofrecieron diversas actuaciones hasta la muerte de El Perico, acaecida en diciembre de ese mismo año. Se presentaron en La Yein Fonda y el Festival de Viña, como invitados del actor Daniel Muñoz.

## Últimos años y valoración
Por su cercanía con músicos más jóvenes, Núñez fue especialmente valorado y reconocido. Sus cuecas comenzaron a formar parte del repertorio de múltiples conjuntos nuevos y apoyó directamente en su consolidación a Los Santiaguinos, Los Tricolores y Los Trukeros, las agrupaciones que encabezaron -en distintas etapas- el movimiento de renacimiento de la cueca urbana. 
En 1998, la Sociedad Chilena de Autores e Intérpretes Musicales lo nombró "Figura Fundamental de la Música Chilena". En 2005, recibió el "Premio a la Cueca Samuel Claro Valdés", en categoría "Autor". Ese mismo año, se le adjudicó el Premio a la Música Presidente de la República, compartido con Luis Hernán Araneda. Sin embargo, Núñez no alcanzó a participar en la ceremonia de entrega, puesto que falleció el 4 de diciembre de 2005, a la edad de 91 años. Su funeral en el Cementerio Metropolitano fue multitudinario.

## Reconocimiento Póstumo
El 29 de junio de 2025 la Municipalidad de Estación Central aprobó el cambio de nombre de la calle Naturalista Pavón, renombrándola como «Hernán "Nano" Núñez Oyarce».

## Discografía

### ConLos Chileneros
- La Cueca Centrina, 1967, EMI Odeón.
- La Cueca Brava, 1968, EMI Odeón.
- La Cueca Brava y su época de oro, 1973, EMI Odeón.
- Por los barrios bravos, 1984, Star Sound.
- Los Chileneros en Vivo, 2001, Warner Music Group.

### Solista
- Un poeta de barrio, 1992, edición independiente.

- Mi gran cueca, 2005, edición independiente.

## Obra literaria
- Poesía popular, 1997, SCD.
- Mi gran cueca, 2005, edición independiente.